# Kabbale chrétienne
La Kabbale chrétienne, parfois nommée Kabbale de la Renaissance, ou Kabbale philosophique, est un courant philosophique chrétien inauguré par Pic de la Mirandole au XVe siècle et qui consiste à adapter les techniques d'interprétation kabbalistique au christianisme en général et au Nouveau Testament en particulier.
Selon Pic, la Kabbale est un système d'interprétation capable d'éclaircir les mystères du christianisme. Dans la postérité du cardinal de Cues, la Kabbale de la Renaissance a pour objet principal de montrer l'unité des religions monothéistes[réf. nécessaire].
Pour cette raison, elle est souvent combattue par les autorités ecclésiastiques hostiles à l’œcuménisme[réf. nécessaire]. L'un des plus véhéments détracteurs de cette Kabbale est le père Mersenne, en 1623, dans ses Questions sur la Genèse.
En réponse à cette attaque en règle, Jacques Gaffarel répond par Abdita divinae cabalae mysteria (1625). Avec Pic, Gaffarel y définit la Kabbale comme « l'explication mystique des Saintes Écritures, explication qui fut transmise avant et après la venue du Christ ».
Malgré les attaques, elle se propagera très rapidement et prendra particulièrement une place éminente en Grande-Bretagne à la Cour d’Élisabeth Ire : on en retrouve des traces chez les plus grands poètes, et singulièrement dans des pièces de Shakespeare.[réf. nécessaire] La Kabbale est citée comme l'une des sources de l'occultisme médiéval.

## Histoire
Les principaux représentants de ce courant qui connut son apogée aux XVIe et XVIIe siècles se nomment :
- Jean Pic de la Mirandole. Dès son Discours sur la dignité de l'homme (1486), il déclare avoir "trouvé dans les livres de la Cabale moins la religion de Moïse que la chrétienne".
- Jean Reuchlin, auteur de De verbo mirifico (1494), De arte cabalistica (1517)
- Francesco Giorgi (Zorzi), un franciscain, auteur de De harmonia mundi (1525)
- Guillaume Postel, auteur de Absconditorum clavis, ou La Clé des choses cachées et l'Exégèse du Candélabre mystique dans le tabernacle de Moyse (1547)
- Jacques Gaffarel, auteur de Abdita divinae cabalae mysteria (1625).

Parmi les promoteurs de la Kabbale chrétienne, on peut aussi citer, pour le XIXe siècle, le Chevalier Drach, bibliothécaire de la Congrégation pour la propagation de la foi à Rome. Au vingtième siècle, Charles d'Hooghvorst prétend prouver que Cervantès est indubitablement un kabbaliste, dans son ouvrage "Cervantès et la cabale chrétienne". Cette thèse étonnante n'a, jusqu'à présent, fait l'objet d'aucune réfutation ni d'aucune approbation.
- Blaise de Vigenère auteur du Traité des chiffres ou sécrète manière d’écrire (1585)

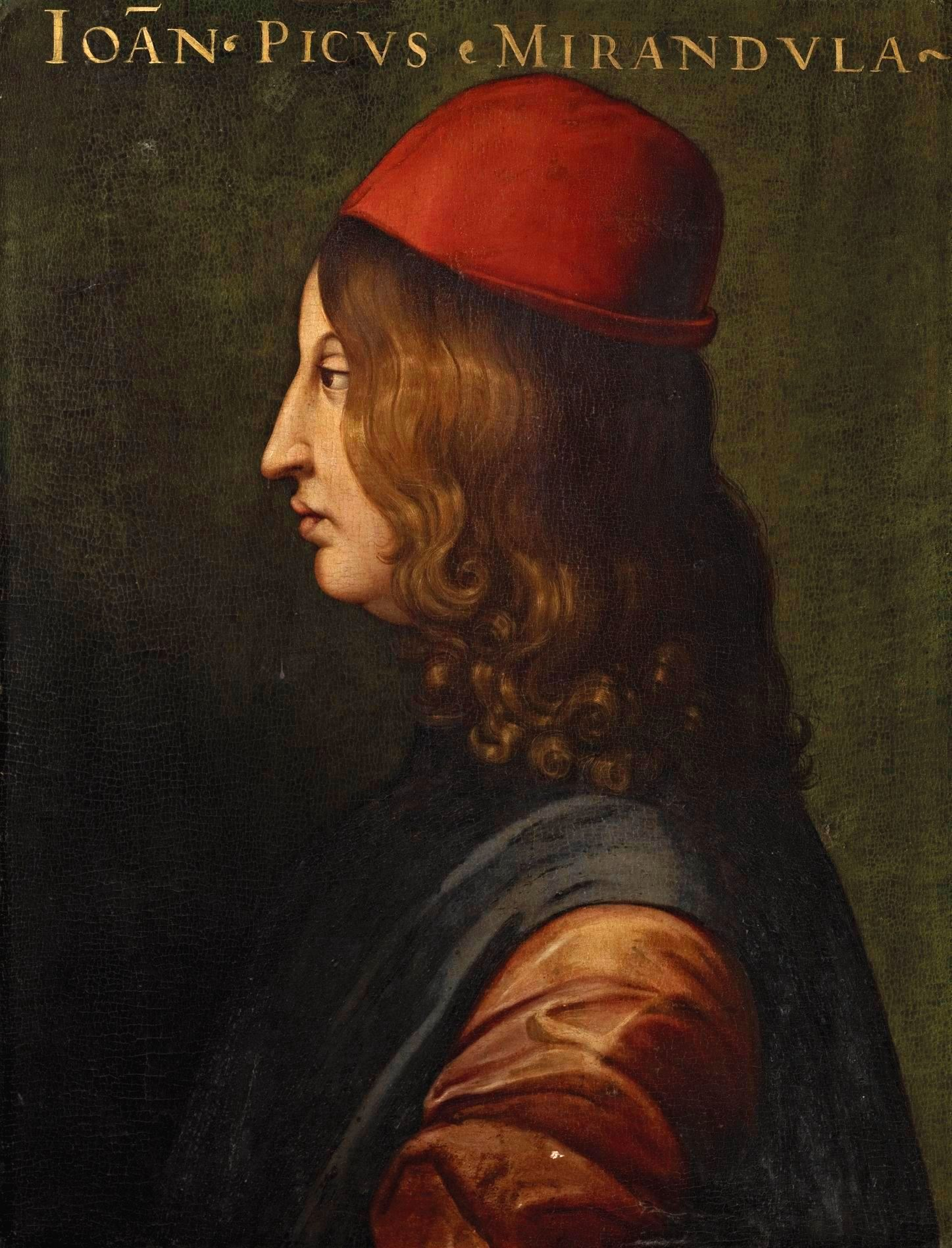
Pic de la Mirandole.

### Jean Pic de la Mirandole
Pour Jean Pic de la Mirandole (1463-1494), la Kabbale ne fait que confirmer la doctrine chrétienne : « Aucune science, affirme-t-il, ne peut mieux nous convaincre de la divinité de Jésus-Christ que la magie et la cabale. » Converti par Savonarole, cet ancien membre de l'Académie Platonicienne de Florence développa 72 thèses à partir de l'étude d'un manuscrit de la Kabbale qu'il s'était procuré à prix d'or. Sont représentatives de sa pensée les thèses suivantes :
- Thèse no 5 : Tout kabbaliste juif, s'il se conforme aux principes et à la lettre de sa science, ne peut que reconnaître comme vrai ce qu'affirme la foi catholique, aussi bien en ce qui concerne la Trinité qu'en ce qui concerne n'importe laquelle des personnes divines, à savoir le Père, le Fils et le Saint-Esprit, et cela littéralement, sans addition, sans atténuation ou changement.
- Thèse no 26 : Tout kabbaliste doit concéder que, comme le disent explicitement les docteurs de la science, le péché originel devait être expié par la venue du Messie.
- Thèse no 30 : Les kabbalistes doivent nécessairement concéder que, conformément à leurs principes, le futur Messie devait être tel que l'on pourrait dire de lui en toute vérité qu'il était Dieu et Fils de Dieu.

### Le Chevalier Drach

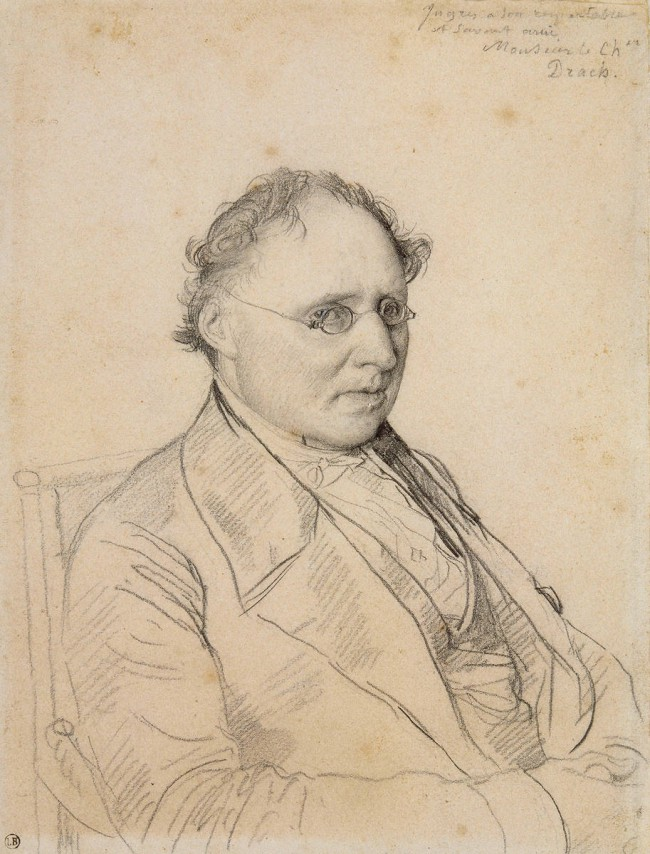
Chevalier Drach.

Le Chevalier Drach (1791, 1865), bibliothécaire de la Congrégation pour la propagation de la foi à Rome, défend l'idée que la Kabbale, pour sa partie ancienne et originelle, confirme la foi chrétienne. Pour le Chevalier Drach : « Il ne faut pas s'étonner si l'étude de cette science a amené un grand nombre de juifs à embrasser le christianisme. En effet, à moins de faire violence au texte des précieux morceaux qui nous restent de la Kabbale ancienne, il faut convenir que le dogme chrétien y est professé aussi nettement que dans les livres des Pères de l'Église. Les rabbins s'en sont si bien aperçus qu'ils ont pris des mesures pour éloigner les juifs de la lecture de la Kabbale parce qu'elle pourrait, disaient-ils, ébranler la foi de ceux qui n'y sont pas assez solidement affermis. » En effet, il faut distinguer dans la Kabbale, ce qui procède l'enseignement originel de Moïse et qui se transmit oralement pendant des siècles, de ce qui fut rajouté par des rabbins, soucieux de se distinguer du christianisme : « Des Pères de l'Église, des théologiens et des savants, tant parmi les catholiques que parmi les protestants, parlent de cette science avec honneur… D'un autre côté, le seul nom de la Kabbale inspire, même à des hommes d'esprit et de savoir, nous ne savons quel sentiment d'effroi mêlé d'horreur. Pour expliquer cette antilogie, il faut faire deux parts bien tranchées de la science kabbalistique : 1) La Kabbale vraie et sans mélange, qui s'enseignait dans l'ancienne Synagogue et dont le caractère est franchement chrétien, ainsi qu'on le verra plus loin ; 2) La Kabbale fausse, pleine de superstitions ridicules et en outre s'occupant de magie, de théurgie, de goétie : en un mot, telle qu'elle est devenue entre les mains des docteurs cabalistes de la Synagogue infidèle qui a fait divorce avec ses propres principes. »
Pour le Chevalier Drach, pour reconnaître si une tradition de la Kabbale est vraie et originelle, il faut vérifier si elle exprime un article de la croyance chrétienne ou si elle est susceptible d'une interprétation chrétienne.
En effet : « Vers les derniers temps de l'existence de Jérusalem, le culte des juifs tourna au pharisaïsme qui envahit presque tout le terrain de la Synagogue. Les présomptueux pharisiens étouffèrent, irritum fecere, la pure loi de Dieu sous leurs arguties et leurs vaines subtilités d'où résultait cette foule d'observances minutieuses (…) que nous retrouvons dans les pratiques superstitieuses de la Synagogue actuelle… En partie dénaturée au fond, elle reçut encore l'alliage impur des rêveries fantastiques, des vaines subtilités des rabbins, des lambeaux des philosophies grecques et orientales, systèmes opposés entre eux et surtout incompatibles avec la révélation mosaïque. »
Le chevalier Drach s'appuie sur le fait que Jésus reproche aux docteurs de la loi de dérober au peuple la clé d'interprétation des Écritures, l'empêchant ainsi de reconnaître le Messie dans la personne de Jésus.

### Textes
- Jean Pic de la Mirandole, 900 conclusions philosophiques, cabalistiques et théologiques (déc. 1486), trad. Bertrand Schefer, Paris, éd. Allia, 1999, éd. bilingue latin-français ; Conclusiones sive Theses DCCCC. Romae anno 1486 publice disputandae, sed non admissae, Genève, Droz, "Travaux d'humanisme et Renaissance", 1973 [latin-français].
- Johannes Reuchlin, De arte cabalistica (1517), trad. : La Kabbale (De arte cabalistica), introduction, traduction et notes par François Secret. Nouvelle édition augmentée de quatre index & du fac-similé de l’édition originale latine, (1995), Arché, 544 pp.
- Francesco Giorgi (ou Zorzi), De harmonia mundi (1525, Venise). Trad. Guy Le Fèvre de La Boderie, 1578, rééd. Arma Artis 1978; Trad. italienne: Francesco Zorzi, L'armonia del mondo, a cura di Saverio Campanini, Bompiani, Milano 2010.
- Guillaume Postel, Absconditorum clavis, ou La Clé des choses cachées et l'Exégèse du Candélabre mystique dans le tabernacle de Moyse (1547). Il y applique les méthodes kabbalistiques à la mission du roi de France. Réédition : Absconditorum clavis ou Clef des choses cachées dans la constitution du monde de l'éternelle vérité, 1899. Texte en ligne :
- Jacques Gaffarel, Curiositez inouyes, sur la Sculpture talismanique des Persans, horoscope des Patriarches, et lecture des Estoilles, Paris, Hervé du Mesnil, 1629.

### Études
- Chaïm Wirszubski, Pic de la Mirandole et la cabale, suivi de Gershom Scholem : Considérations sur l’histoire des débuts de la cabale chrétienne, traduit de l’anglais (et du latin) par Jean-Marc Mandosio, éditions de l'Eclat, collection Philosophie imaginaire,  (ISBN 978-2-84162-132-3), 512 pages
- Poésie encyclopédique et kabbale chrétienne : Onze études sur Guy Le Fèvre de La Boderie, Editeur : Honore Champion (3 mai 2000), collection : Colloques, congrès et conférences sur la Renaissance, 266 p.  (ISBN 978-2-7453-0139-0)
- François Secret, Les kabbalistes chrétiens de la Renaissance. Nouvelle éd. mise à jour et augmentée, Archè, Milan, (1985), 450 p., avec XV planches h.t.
- François Secret, Le Zohar chez les cabalistes chrétiens de la Renaissance, Durlarcher, Paris, 1958
- Cabalistes chrétiens, coll. Albin Michel, "Cahiers de l'hermétisme".
- Léon Gorny, La cabale : cabale juive et Cabale chrétienne. Livre de 1985 édité par Belfond, contenant quelques illustrations noir et blanc, 316 pages. Sommaire : 1. La Genèse / 2. Le Grand siècle / 3. La cabale chrétienne / 4. Luria et ses successeurs. recension ici
- Pierre Béhar, Les langues occultes de la Renaissance, Desjonquères, Paris, 1996, 348 p. recension ici
- Jean-Louis de Biasi, ABC de la kabbale chrétienne, Paris, Éd. Grancher, 2008.